# Носій функції
Носій (англ. support) функції — це замикання підмножини області визначення функції, де функція набуває ненульових значень. Поняття широко використовується в математичному аналізі. В деякому сенсі поняття носія схоже до області визначення функції.

## Означення
Носій функції {\displaystyle u\colon X\to \mathbb {R} } — це замикання підмножини {\displaystyle X}, на якій дійснозначна функція {\displaystyle u} не обертається в нуль:
{\displaystyle \mathrm {supp} \,u={\overline {\left\{x\mid u(x)\neq 0\right\}}}.}
Найпоширенішим є випадок, коли функція {\displaystyle u} визначена на топологічному просторі {\displaystyle X} і є неперервною. У такому випадку носій визначається, як найменша замкнута підмножина {\displaystyle X}, за межами якої {\displaystyle u} дорівнює нулю.

### Фінітні функції
Функція називається фінітною, якщо її носій компактний.
Наприклад, якщо {\displaystyle X} — це дійсна пряма, то всі неперервні функції, які занулюються на множині {\displaystyle |x|>C}, є фінітними.